# 개리 (교통)

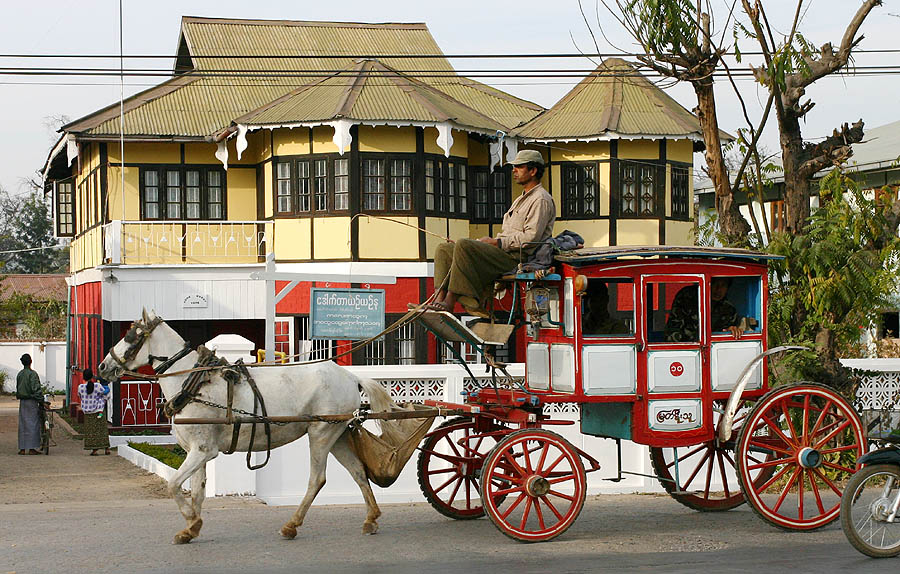
개리

개리는 특히 인도에서 말로 이끄는 마차이다. 가마와 비슷한 모양이며, 드라이버는 gharry-wallah라고 부른다.